# Деэса Гомес Фариас, Мария Луиса
Мария Луиса Деэса Гомес Фариас (исп. María Luisa Dehesa Gómez Farías; 30 июня 1912, Халапа-Энрикес — 11 марта 2009, Мехико) — мексиканский архитектор, которая работала почти 50 лет в федеральном округе Мехико, в первую очередь, проектируя частные и многоквартирные дома. Она была первой мексиканской женщиной, получившей степень в области архитектуры.

## Биография
Мария Луиса Деэса Гомес Фариас родилась 30 июня 1912 года в Халапе (штат Веракрус, Мексика) в семье Рамона Деэсы и Марии Луисы Гомес Фариас-и-Канедо, дочери мексиканского посла в Лондоне Бенито Гомеса Фариаса. Мария Луиса была внучкой Теодоро А. Деэсы Мендеса (по отцовской линии) и правнучкой Валентина Гомеса Фариаса (по материнской).
В 1933 году она поступила в Академию Сан-Карлос (Национальная школа архитектуры) Национального автономного университета Мексики. В её классе из 113 студентов, около пяти были женщинами, и они должны были учиться в отдельной мастерской от мужчин. Она окончила университет в 1937 году, первой из мексиканок получив степень в области архитектуры.
После окончания школы Деэса вышла замуж за Мануэля Мильяна, впоследствии у них родилось четверо детей. Она устроилась в Департамент общественных работ в Мехико и служила почти 50 лет в различных отделах, в первую очередь, проектируя частные и многоквартирные дома. В 1974 году она была объявлена победителем премии Рут Риверы, вместе с первой мексиканкой — гражданским инженером Консепсьон Мендисабаль Мендосой. В 2006 году Колледж архитекторов Мехико удостоил её награды за её вклад.
Агентство Notimex опубликовало мемуары Деэсы под названием Los Años Valientes, с иллюстрациями её дочери — графического дизайнера Элизабет Мильян де Герра. Деэса умерла в Мехико в 2009 году.